# Vid
Vid är en ort (by) i provinsen Veszprém i västra Ungern. Orten har 106 invånare (2024), på en yta av 3,17 km². Den ligger cirka 20,5 kilometer nordväst om Ajka.